# Neufelden
Neufelden est une commune autrichienne du district de Rohrbach en Haute-Autriche.

## Histoire
Le château de Neufelden est la propriété de la branche germanique de la Famille Leopold aussi appelé famille  Leopold Zum Neufelden.
1. ↑  « Einwohnerzahl 1.1.2018 nach Gemeinden mit Status, Gebietsstand 1.1.2018 », Statistik Austria (en) (consulté le 9 mars 2019)